# 유회당 권이진가 유물 일괄
유회당 권이진가 유물 일괄(有懷堂 權以鎭家 遺物 一括)는 대전광역시 중구 태평동에 있는 유물이다. 1989년 3월 18일 대전광역시의 문화재자료 제17호로 지정되었다.

## 개요
유회당 권이진의 유품으로 홍패, 척패, 인장, 군 사령기, 군도, 친필일기, 교지류들이 있다.
권이진(1668∼1734)은 조선후기 문신으로 호는 유회당이다. 숙종 21년(1694) 문과에 급제하여 승문원 부정자(富正字)가 되었다. 사은부사로 청나라에 다녀왔다. 평안도 관찰사에 올랐으며, 글씨를 잘 썼고 강직한 성품을 지녔다.

## 같이 보기
- 권이진

## 참고 자료
- 유회당 권이진가 유물 일괄 - 국가유산청 국가유산포털